# Gaston Galpin
Gaston Galpin est un homme politique français né le 9 janvier 1841 à Alençon (Orne) et décédé le 21 mai 1923 à Alençon.

## Biographie
Il entre dans l'administration préfectorale en 1862, comme chef de cabinet du préfet de la Moselle, puis de la Côte-d'Or. En 1870, il est conseiller de préfecture dans l'Yonne.
Il se lance en politique dans la Sarthe, en devenant maire d'Assé-le-Boisne et conseiller général du canton de Fresnay-sur-Sarthe en 1877. Après deux échecs aux législatives de 1876 et de 1881, il est élu député en 1885 et le reste jusqu'à son décès en 1923. Il siège d'abord sur les bancs du groupe bonapartiste de l'Appel au peuple, puis comme non inscrit.